# Bahnhof Praha-Smíchov
Der Bahnhof Praha-Smíchov (tschechisch: Stanice Praha-Smíchov) ist ein Personenbahnhof in Prag, der ursprünglich durch die Böhmische Westbahn (BWB) als Ausgangspunkt ihrer Strecke nach Furth im Wald erreicht wurde. Er liegt westlich der Moldau im Stadtteil Smíchov.

## Lage
Der Bahnhof befindet sich südsüdwestlich der Altstadt an der Bahnverbindung in Richtung Pilsen im industriell geprägten Stadtteil Smíchov. Die Bahnstrecke in Richtung Hauptbahnhof, über die Prager Verbindungsbahn, überquert direkt nordöstlich des Bahnhofes nach einer 90°-Kurve die Moldau. Der Bahnhof Smíchov besitzt Anschluss an das Netz der Esko Prag.

## Geschichte
Der Bahnhof trug anfangs den Namen Prag Westbahnhof (Praha západní nádraží). Das ursprüngliche Abfertigungsgebäude aus dem 19. Jahrhundert lag weiter nördlich (das Ankunftsgebäude befand sich nördlich der Fußgängerbrücke). In den Jahren 1953 bis 1956 wurde es abgerissen und durch ein funktionalistisches Gebäude ersetzt, das von den Architekten Jan Zázvorka senior und Jan Žák entworfen wurde. Ein markantes Element der Dekoration der Abfertigungshalle ist das Bauarbeiterfresko von Richard Wiesner. Weitere Anpassungen erfolgten im Jahr 1985 mit dem Anschluss an die Prager U-Bahn. Damals wurde um die Hauptabfertigungshalle ein einstöckiges Gebäude angebaut, wodurch der Innenraum vergrößert wurde.

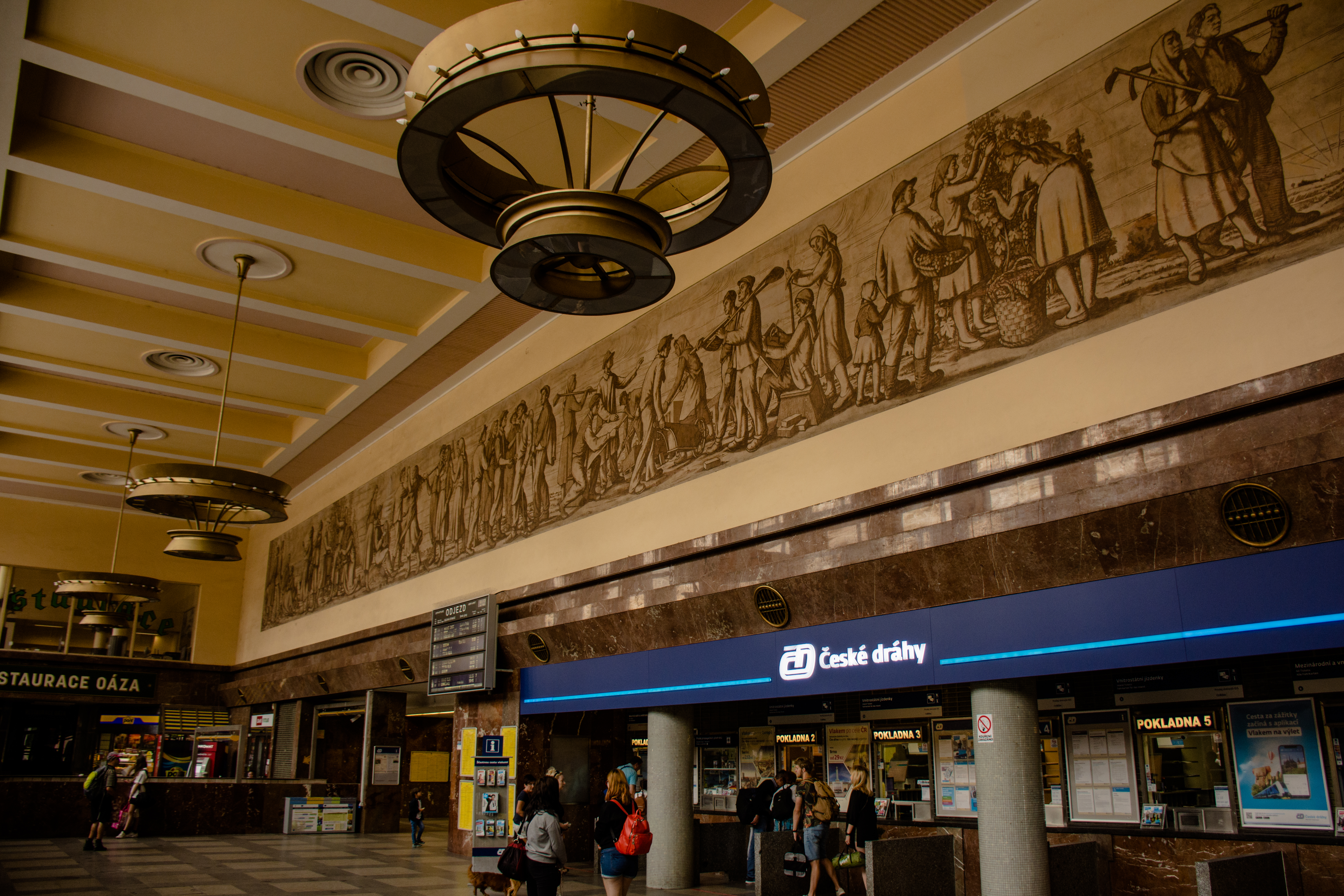
Arbeiterfresko in der Abfertigungshalle (2019)

Am Bahnhof Smíchov waren bis zum Beginn der Bauarbeiten im Jahr 2024 die Reisezugwagen des Unternehmens Regiojet beheimatet.
Seit Februar 2024 wird der Bahnhof umfassend modernisiert. Hierbei werden Gleise und Bahnsteige erneuert und verlängert, die Unterführungen umgebaut, Aufzüge eingebaut und das funktionalistische Bahnhofsgebäude teilweise in einem Neubau integriert. Der gesamte Bahnhof soll mit dem Abschluss der Arbeiten komplett überdacht sein. Geplant sind darüber hinaus ein neuer Busbahnhof auf dem Dach des Empfangsgebäudes, ein P+R-Parkhaus für 1000 Autos sowie eine neue Fußgängerbrücke über die Gleise, welche Smíchov mit Radlice und dem Stadtteilentwicklungsprojekt Smíchov City auf dem ehemaligen Güterbahnhof Smíchov verbinden soll.

## Metrostation

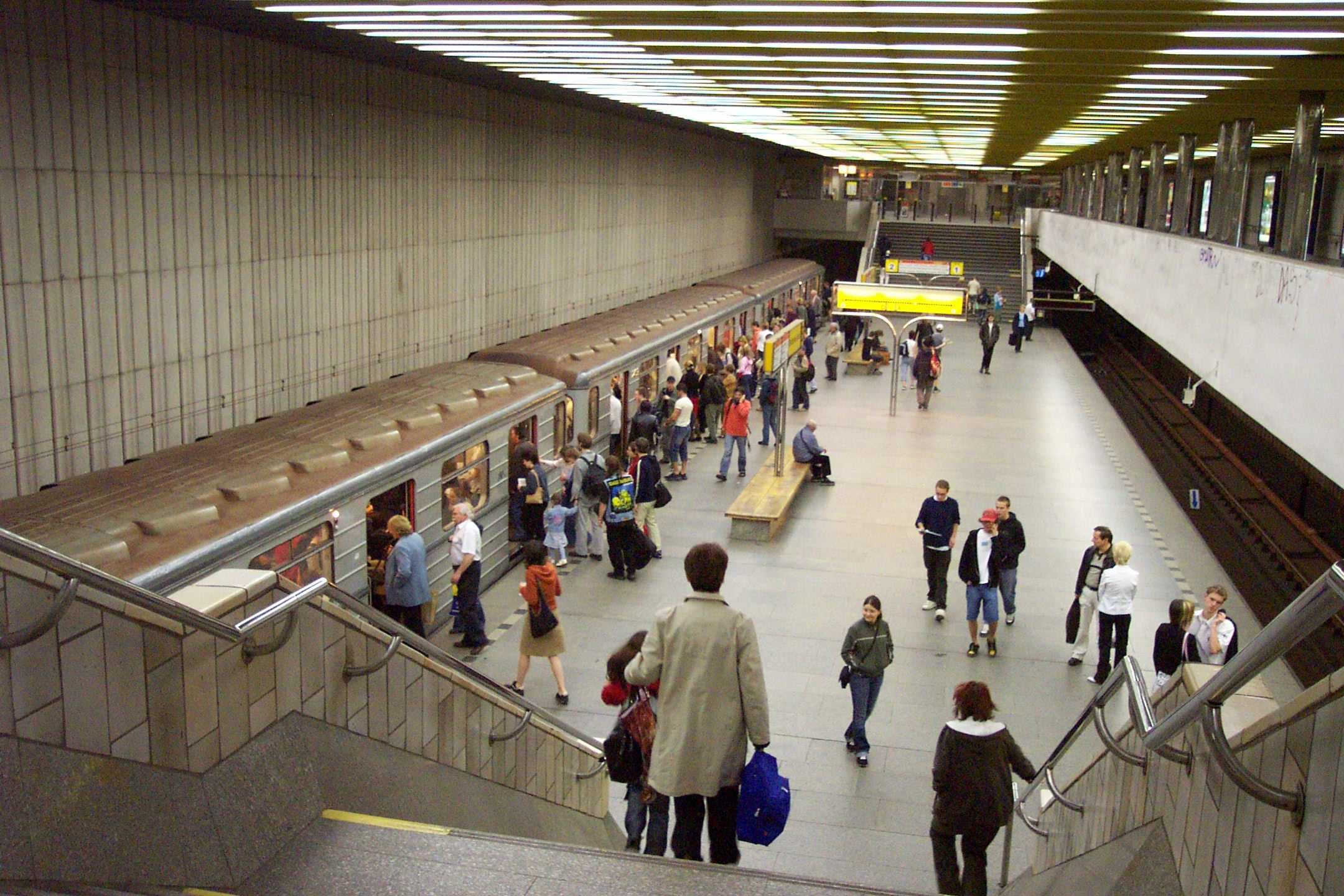
U-Bahnhof Smíchovské Nádraží

Der Bahnhof Praha-Smíchov bietet eine Verknüpfung der hier verkehrenden Eisenbahnlinien mit der Prager Metro. Unterhalb des Bahnhofsvorplatzes befindet sich die Metrostation Smíchovské Nádraží. Hier halten an einem Mittelbahnsteig Züge der Metrolinie B. Die Station wurde als vorläufige (bis 1988) Endstation der Linie B im Jahr 1985 in Betrieb genommen.